# Zamek w Korfantowie
Zamek w Korfantowie – zabytkowy zamek znajdujący się w Korfantowie.
Do wojewódzkiego rejestru zabytków wpisany jest:
- zespół zamkowy, 1616 – XX, nr rej.: 327 z 21.11.1950:
  - zamek, ob. szpital, nr rej.: 2/50/327 z 21.11.1950
  - budynek bramny, nr rej.: 854/64 z 8.05.1964
  - oficyna, nr rej.: 855/64 z 8.05.1964
  - park, ok. 1800, 2 poł. XIX, nr rej.: 155 z 10.03.1949 oraz 191/88 z 10.11.1988

## Historia
Budowla usytuowana jest na północno-zachodnim skraju miasta, na niewielkim wzgórzu, na rzucie podkowy o trzech skrzydłach zamykających czworoboczny dziedziniec wewnętrzny, otwarty od zachodu. Od wschodu układ zamyka dziedziniec zamkowy, z budynkiem bramnym i oficynami. Współcześnie dostosowano je dla potrzeb mieszkaniowych. Po wojnie opustoszały zamek stał się łatwym łupem dla wszelkiego rodzaju szabrowników. W latach 60. XX w. była to już ruina. Przy braku wyposażenia wnętrz, na uwagę zasługują pewne elementy architektoniczne. Przede wszystkim dwa późnorenesansowe portale, wewnętrzny i zewnętrzny. Do 1945 roku był siedzibą właścicieli majątku Friedland, rodów: Beroschinsky, Schaffgotsch, Redern, Denewitz, Mettich, Buchta, Nowagk, Burghauss i Pückler. Po zakończeniu II wojny światowej mieściła się w nim siedziba polskiej grupy administracyjnej. Obecnie pałac wraz z kompleksem współczesnych budynków szpitalnych mieści Opolskie Centrum Rehabilitacji.